# Общество пролетарского туризма и экскурсий
Общество пролетарского туризма и экскурсий (ОПТЭ) (Всесоюзное добровольное Общество пролетарского туризма и экскурсий) — добровольное общество, появившееся 8 марта 1930 года в результате слияния АО «Советский турист» и Общества пролетарского туризма (ОПТ). Общество пролетарского туризма РСФСР было создано 3 июня 1929 года на базе Российского общества туристов с целью развития массового туризма в СССР.

## Предыстория

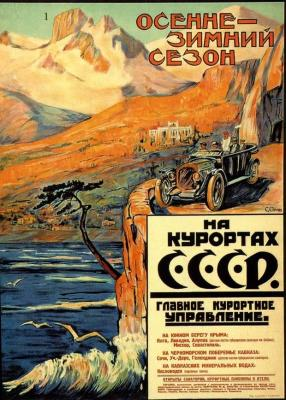
Осеннее-весенний сезон на курортах СССР. Плакат, 1925, С. Орлов.

Эксурсионному делу в СССР уделяли большое значение: на начальном этапе усилия по внесению экскурсионного дела в школьное обучение и для учителей опирались на опыт экскурсионного дела, накопленный до революции в Министерстве народного просвещения, церковно-учительских и коммерческих учебных заведениях Министерства торговли и промышленности и других В первые годы формирования новых государственных учреждений этим вопросом занимался Народный комиссариат просвещения (Наркомпрос) РСФСР, а именно подотдел внешкольного образования Наркомпроса, преобразованный в ноябре 1920 года в Главный политико-просветительский комитет Республики (Главполитпросвет), председателем которого на протяжении всего времени его существования была Надежда Константиновна Крупская.
В 1926 году создали при Наркомпросе РСФСР Объединённого экскурсионного бюро (ОЭБ), в которое вошли Бюро дальних экскурсий Института методов внешкольной работы, Экскурсионное бюро при Главполитпросвете и Экскурсионное бюро при музейном отделе Главнауки.

## Деятельность

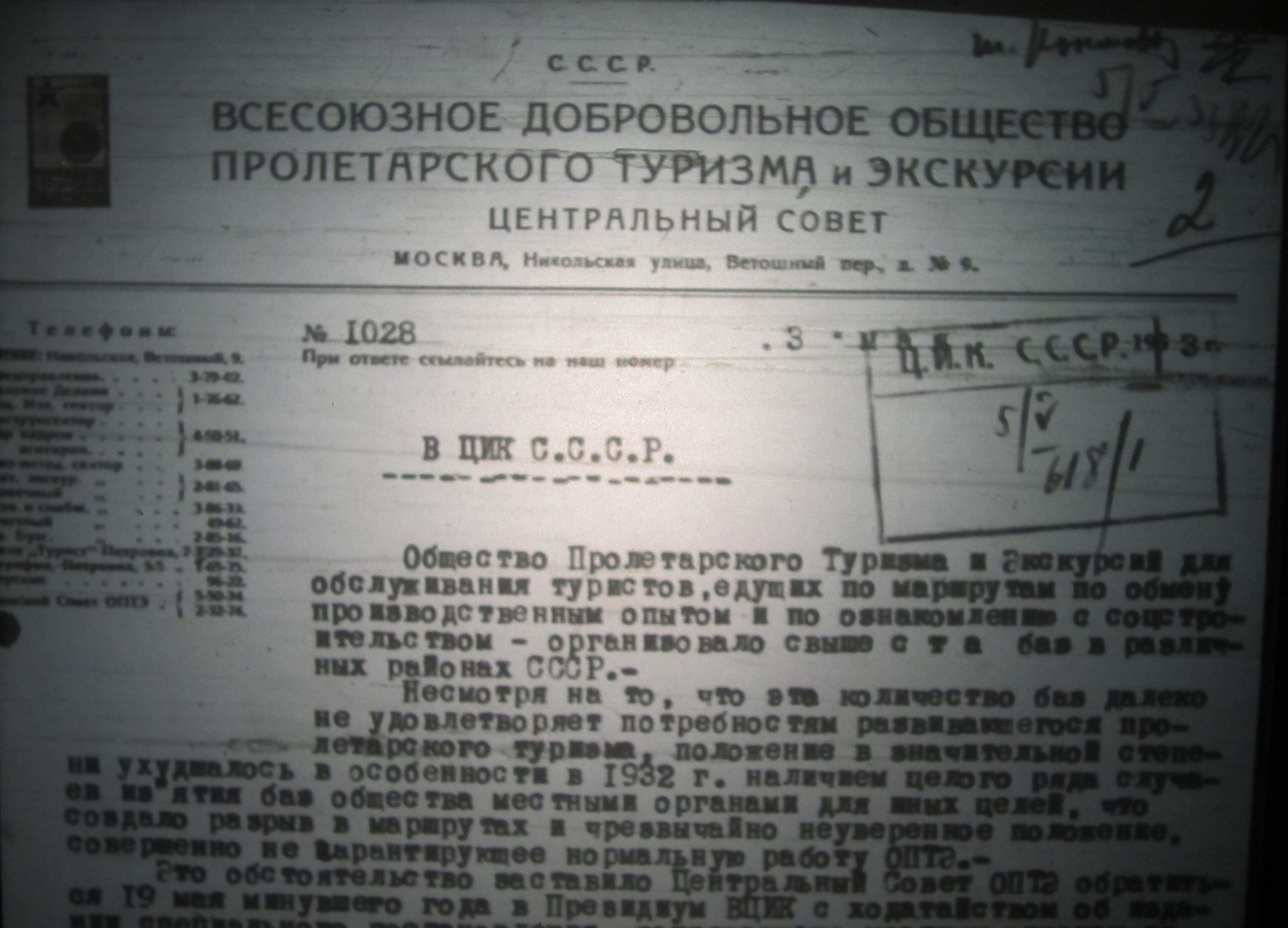
Для туристов, едущих по маршрутам по обмену производственным опытом и по ознакомлению с соцстроительством было открыто более ста баз в различных районах СССР. 1933 г.

## История
В январе 1927 года прошло совещание ЦК ВЛКСМ, на котором выдвигалась идея о создании массового добровольного общества. Профсоюзы и некоторые общественные организации предложили поручить работу в общегосударственном масштабе по развитию массового туризма государственному акционерному обществу «Советский турист».